# Makroskopický a mikroskopický
Jako makroskopické se označují fyzikální objekty, které jsou pozorovatelné pouhým okem. Toto označení se tedy vztahuje k délkovým rozměrům, je však používáno také pro označení jevů a veličin, které jsou s makroskopickými objekty spojeny.
Mikroskopické jsou takové objekty, které nelze pozorovat pouhým okem, protože jsou příliš malé. K jejich pozorování je třeba použít speciální zařízení – mikroskop.
Hranice makroskopických a mikroskopických jevů není přesně určena. Přibližně lze za makroskopické objekty považovat tělesa s rozměry od 1 mm výše. Pod touto hranicí se jedná o mikroskopické objekty.

## Příklad
Ocelová tyč je z makroskopického hlediska tyč z materiálu, jehož vlastnosti lze popsat makroskopickými veličinami (modulem pružnosti, relativní permitivitou apod.).
Na mikroskopické úrovni se však jedná o systém částic, které jsou spolu vzájemně vázány. Druh částic a vlastnosti vazeb nejsou na makroskopické úrovni přímo pozorovatelné, projevují se však v makroskopických veličinách.

## Relativita
Rozdělení na makroskopické a mikroskopické je v mnoha případech pouze relativní a vztahuje se k aktuálně pozorovanému jevu. Jsou-li např. předmětem studia galaxie, pak lze jednotlivé hvězdy považovat za mikroskopické části.